# Esteban Buján
Esteban Santiago Buján es un exfutbolista argentino. Producto de la cantera de Vélez, debutó en primera a los 19 años. Finalizó su carrera en Ferro, en el año 2013. Jugó 244 partidos y convirtió 8 goles a lo largo de su carrera.

## Clubes
| Club               | País      | Año       |
| ------------------ | --------- | --------- |
| Vélez Sársfield    | Argentina | 1998-2004 |
| Banfield           | Argentina | 2004-2005 |
| Independiente      | Argentina | 2005-2006 |
| Godoy Cruz         | Argentina | 2006-2007 |
| Banfield           | Argentina | 2007      |
| Albacete Balompié  | España    | 2008      |
| Pas Giannina       | Grecia    | 2009-2012 |
| Ferro Carril Oeste | Argentina | 2012-2013 |